# Рождественский уезд

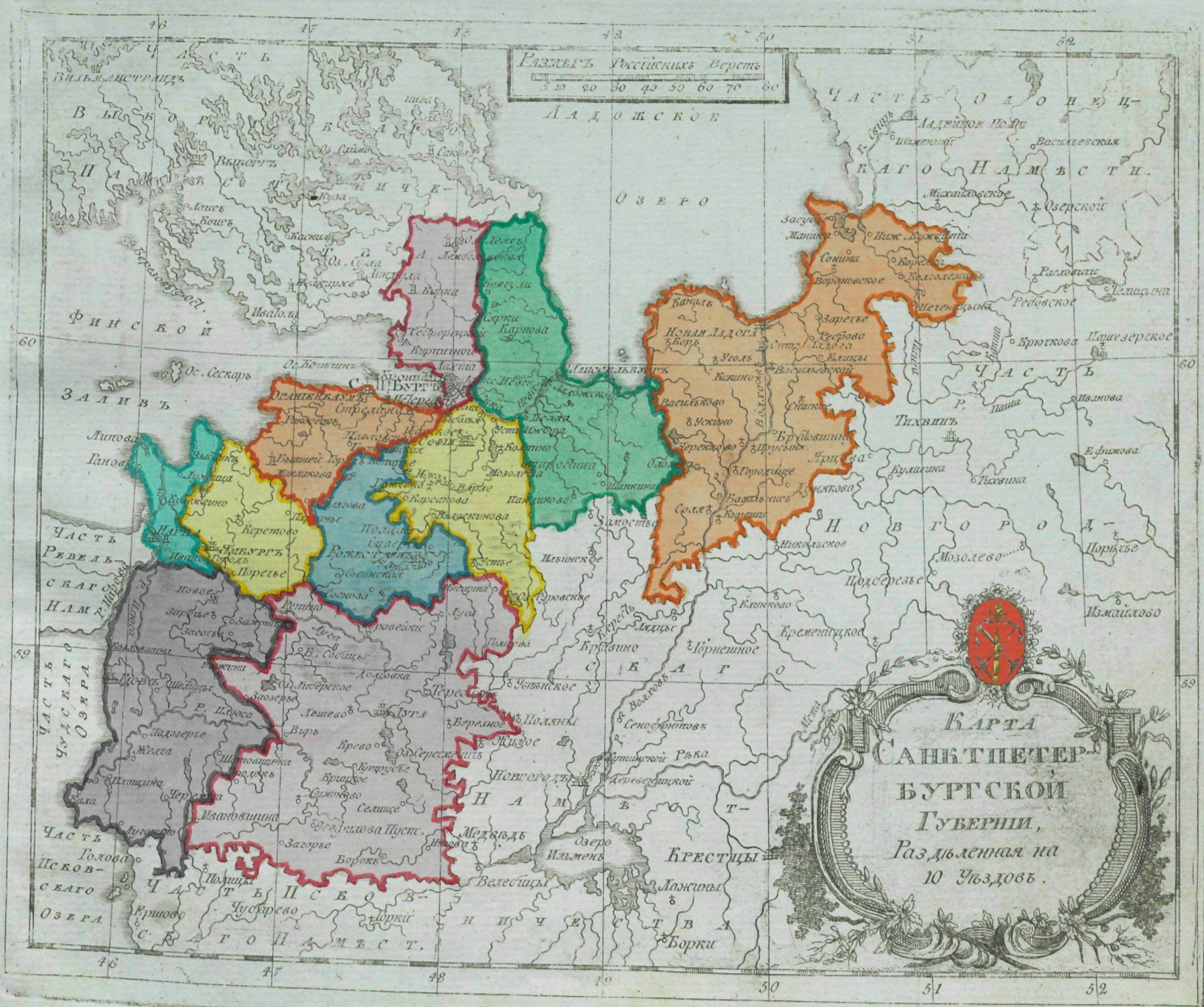
Рождественский (Рожественский) уезд на карте Санкт-Петербургской губернии из малоформатного атласа Российской империи 1792 года (карта 2).

Рожде́ственский уе́зд — административная единица, входившая в состав Санкт-Петербургской губернии. Уездным городом являлся город Рождествен.

## История
До создания губернской системы данная территория была частью Водской пятины Новгородской земли и была в основном заселена финно-угорскими племенами водь и ижора.
При Петре I данная территория вошла в состав вновь учреждённой Ингермагландской губернии (с 1710 — Санкт-Петербургской).
Отдельный Рождественский (Рожественской) уезд был образован 1 января 1780 года из части Копорского дистрикта согласно указу Екатерины II «Об учреждении Санкт-Петербургской губернии из семи уездов». Центром стал город Рождествен (Рожествен), которому 7 мая 1780 года был пожалован герб.
Но уже в 1796 году Рождествено перестало выполнять функции уездного города, а в 1802 году территория уезда юридически была присоединена к Софийскому уезду. Город Рождествено стал волостным центром.

## Численность населения
| Изменение численности населения уезда (по данным ревизий) | Изменение численности населения уезда (по данным ревизий) |
| III ревизия 1762                                          | IV ревизия 1782                                           |
| --------------------------------------------------------- | --------------------------------------------------------- |
| 20900 человек                                             | 24631 человек                                             |